# Сноуборд на зимните олимпийски игри 2010
Състезанията по сноуборд на зимните олимпийски игри през 2010 г. се провеждат в планината Сайпръс между 15 и 27 февруари 2010.

## Дисциплини

### Бордъркрос мъже
Бордъркросът на мъжете се провежда на 15 февруари 2010 г. Печели олимпийският шампион от Олимпиадата в Торино през 2006 Сет Уескот от САЩ, следван канадеца Майк Робертсън и французина Тони Рамоен. Сет Уескот стартира от четвърта позиция на финала, но в края задминава воделия през почти цялото състезание Майк Робертсън. 
| Място | Име            | Държава |
| ----- | -------------- | ------- |
| 01    | Сет Уескот     | САЩ     |
| 02    | Майк Робертсън | Канада  |
| 03    | Тони Рамоен    | Франция |
| 4     | Нейт Холан     | САЩ     |

### Бордъркрос жени
Бордъркросът на жените се провежда на 16 февруари 2010 при мъгла, поради което е прекъсвано на няколко пъти и има много падания. Печели канадката Маел Рикър пред французойката Дебора Антонио и швейцарката Оливия Нобс. Четвърта във финалното спускане се класира норвежката Хелене Олафсен. 
Българската състезателка Александра Жекова отпада в квалификациите след като не завършва първото спускане и не стартира във второто поради контузия. 
| Място | Име            | Държава   | Време | Бележки |
| ----- | -------------- | --------- | ----- | ------- |
| 01    | Маел Рикър     | Канада    |       |         |
| 02    | Дебора Антонио | Франция   |       |         |
| 03    | Оливия Нобс    | Швейцария |       |         |
| 4     | Хелене Олафсен | Норвегия  |       |         |

### Халф-пайп мъже
Халф-пайпът на мъжете се провежда на 17 февруари 2010. Златният медал печели американецът Шон Уайт с 48.4 точки от максимум 50. Сребърният медал печели финландецът Пеето Пииройнен, а бронзовия - Скот Лаго от САЩ. Шон Уайт е олимпийски шампион и от Олимпиадата в Торино през 2006 г. 
| Място | Име             | Държава   | Резултат | Бележки |
| ----- | --------------- | --------- | -------- | ------- |
| 01    | Шон Уайт        | САЩ       | 48.4     |         |
| 02    | Пеету Пииройнен | Финландия | 45.0     |         |
| 03    | Скот Лаго       | САЩ       | 42.8     |         |

### Халф-пайп жени
Халф-пайпът на жените се провежда на 18 февруари 2010. Печели австралийката Тора Брайт, втора остава олимпийската шампионка от Торино 2006 Хана Тетър от САЩ, а трета - сънародничката ѝ Кели Кларк, която е олимпийска шампионка от Солт Лейк Сити 2002. 
| Място | Име        | Държава   | Точки | Бележки |
| ----- | ---------- | --------- | ----- | ------- |
| 01    | Тора Брайт | Австралия | 45.0  |         |
| 02    | Хана Тетър | САЩ       | 42.4  |         |
| 03    | Кели Кларк | САЩ       | 42.2  |         |

### Паралелен гигантски слалом жени
Паралелният гигантски слалом на жените се провежда на 26 февруари 2010. Златният медал печели холандката Николийн Зауербрай пред рускинята Екатерина Илючкина и австрийката Марион Крайнер. Зауербрай има пет победи за световната купа преди тази победа. 
| Място | Име                | Държава     | Бележки |
| ----- | ------------------ | ----------- | ------- |
| 01    | Николийн Зауербрай | Нидерландия |         |
| 02    | Екатерина Илючкина | Русия       |         |
| 03    | Марион Крайнер     | Австрия     |         |

### Паралелен гигантски слалом мъже
Паралелният гигантски слалом на мъжете се провежда на 27 февруари 2010. Печели канадецът Джеси Джей Андерсън пред австриеца Бенямин Карл и французина Матийо Бозето. Българският представител Иван Ранчев завършва 26-и от 28 състезатели. 
| Място | Име                 | Държава  | Бележки |
| ----- | ------------------- | -------- | ------- |
| 01    | Джеси Джей Андерсън | Канада   |         |
| 02    | Бенямин Карл        | Австрия  |         |
| 03    | Матийо Бозето       | Франция  |         |
| 26    | Иван Ранчев         | България |         |